# Sarah Slean
 (décembre 2022).
Si vous disposez d'ouvrages ou d'articles de référence ou si vous connaissez des sites web de qualité traitant du thème abordé ici, merci de compléter l'article en donnant les références utiles à sa vérifiabilité et en les liant à la section « Notes et références ».
Sarah Slean est une chanteuse et musicienne canadienne née le 21 juin 1977 à Pickering en Ontario.

## Biographie
Sarah a commencé à pianoter sur le piano de ses parents dès l'âge de trois ans. Malgré les efforts répétés de ses parents — qui d'ailleurs ne jouaient d'aucun instrument — pour lui trouver d'autres occupations, seul le piano comptait pour elle.
À l'adolescence, elle commence à jouer dans divers endroits de Toronto, mais son jeune âge rebutait ses divers partenaires musicaux qui la voyaient encore comme une personne fragile et naïve. Ensuite, elle étudie la musique à l'université de Toronto et de York durant deux ans. Puis, vient le temps des premières scènes à Toronto et de ses premières compositions.
En 1997, Sarah — alors âgée de seulement 19 ans — sort son premier album Universe, qui comprend six titres dont une reprise de Climbing up the walls de Radiohead. Elle joue dans les bars et salles de concerts. Puis, en 1999, sort son album Blue Parade. En 2001, la maison de disques Atlantic la prend sous aile et de cette union sort Sarah Slean, mini album qui comprend diverses chansons des albums précédents.
Son album Night Bugs sort en 2002 et est coproduit par Hawksley Workman. Enregistré à Bearsville (New York), il contient trois titres réarrangés issus de ses précédents albums et huit nouvelles compositions.
En 2004 sort son quatrième album Day One. Pour la première fois dans un de ses albums, le piano n'est plus l'élément essentiel. La guitare et la section rythmique prennent maintenant une place plus importante.
Les influences de Sarah vont d'Édith Piaf, Kate Bush, Ella Fitzgerald, Joni Mitchell, Tori Amos, Radiohead et Jeff Buckley au niveau musical jusqu'aux poèmes de T. S. Eliot et Sylvia Plath en passant par les films de Gus Van Sant et de Jim Jarmusch.
Certains morceaux de Sarah Slean ont été diffusés dans les séries Dawson, Felicity et aussi dans le film Une virée en enfer. En 2005 elle a participé au film Black Widow du réalisateur David Mortin dans lequel elle jouait le rôle d'Eve Hardwick.
En février 2006, l'album Day One est sorti officiellement en France, le premier disponible dans le pays d'ailleurs. Depuis ce temps Sarah Slean vit à Paris et fait des tournées à travers le pays pour faire connaitre sa musique.
Le 11 mars 2008 voit le jour le troisième album de Slean sur étiquette Warner Canada, The Baronness. Le premier simple tiré de l'album est la chanson Get Home. Le simple, vendu quelques semaines plus tôt en tant que Single gratuit de la semaine sur le iTunes Music Store du Canada lui a valu le record de téléchargement pour un tel simple, soit près de 30 000 en une semaine. L'album a été coréalisé avec Jagori Tanna, mieux connu pour son travail auprès de I Mother Earth, groupe rock canadien ayant connu un certain succès au milieu des années 1990.
Sarah Slean sort son sixième album studio, Land & Sea, le 27 septembre 2011.

## Discographie
- Universe (1997)
- Blue Parade (1998)
- Sarah Slean (2001)
- Night Bugs (2002)
- Day One (2004)
- Orphan Music (album concert) (2006)
- The Baroness (2008)
- Land & Sea (2011)
- Metaphysics (2017)

## Clips
- High (2000)
- Sweet Ones (2002)
- Lucky Me (2004)
- Day One (2005)
- Mary (2005)